# Bundestag (Confederación Alemana)

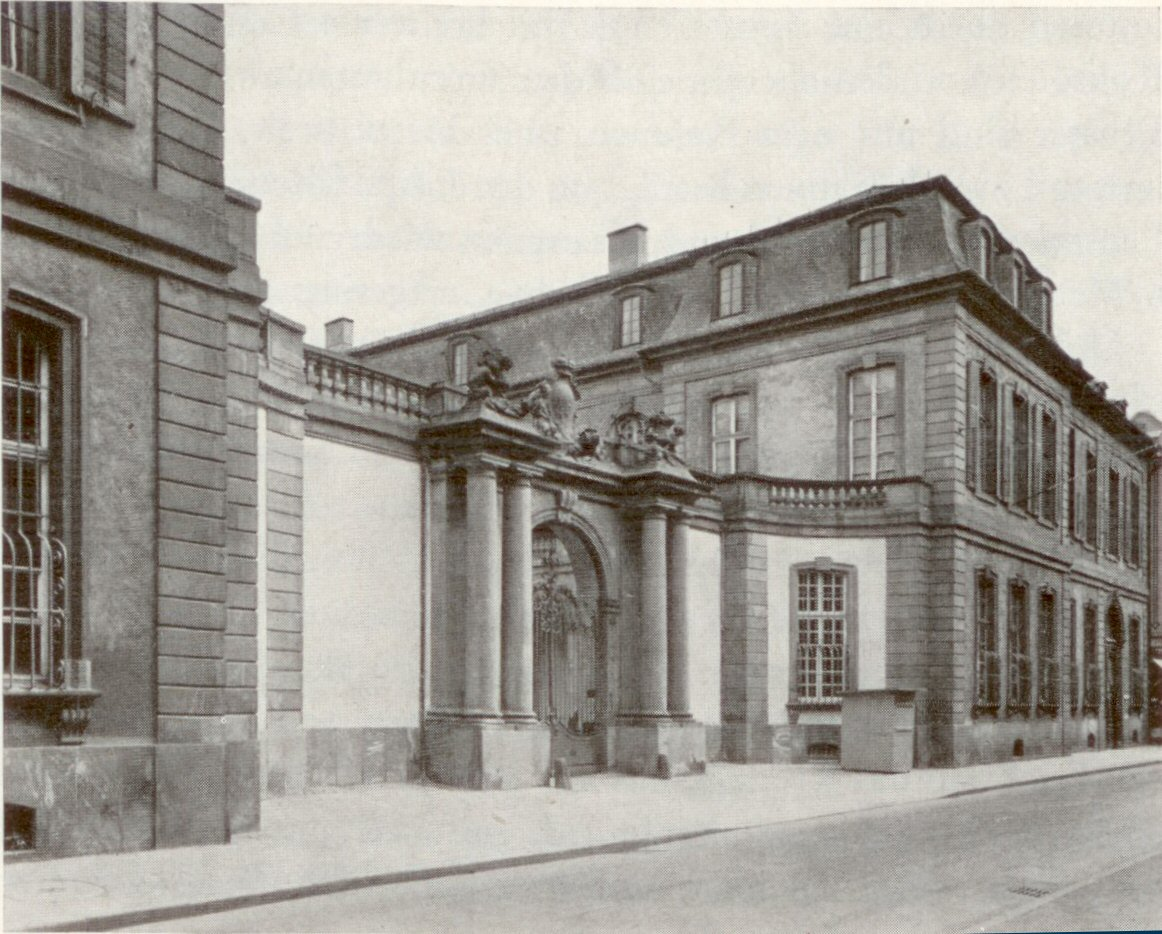
Palais Thurn und Taxis en Frankfurt fue la sede de la Convención Federal de la Confederación Alemana.

La Convención Federal (o Parlamento Confederado Alemán, en alemán: Bundesversammlung o Bundestag) fue la única institución central de la Confederación Alemana desde 1815 hasta 1848, y desde 1850 hasta 1866. La Asamblea Federal tuvo su sede en el Palais Thurn und Taxis en Frankfurt. Fue organizado como un congreso permanente de enviados.

## Creación
La Confederación Alemana y su Asamblea Federal surgieron como resultado del Congreso de Viena en 1815 después de la derrota de Napoleón Bonaparte. La tarea original era crear una nueva estructura constitucional para Alemania después de la disolución del Sacro Imperio Romano Germánico ocho años antes. Los príncipes de los estados alemanes querían mantener su soberanía, por lo tanto, la Confederación alemana se creó como una confederación suelta de estados monárquicos independientes, pero también incluía cuatro ciudades libres. El acto de fundación fue la Ley Federal Alemana del 8 de junio de 1815 (en alemán: Deutsche Bundesakte), que formaba parte del tratado del Congreso de Viena.
La Asamblea Federal se creó como un congreso permanente de enviados de todos los Estados miembros, que reemplazó al antiguo poder central imperial del Sacro Imperio Romano Germánico. La Asamblea Federal tomó su asiento en el Palais Thurn und Taxis en Frankfurt, donde se reunió una vez por semana después del 5 de noviembre de 1816.

## Organización
La Asamblea Federal fue presidida por el delegado austriaco y consistió en dos cuerpos ejecutivos: el consejo interno y la sesión plenaria. Sus miembros no fueron elegidos, ni por votación popular ni por los parlamentos estatales (que incluso no existían en algunos Estados miembros), sino que habían sido nombrados por los gobiernos estatales o por el príncipe del estado.
El consejo interno consistió en 17 enviados (un asiento cada uno para los 11 estados más grandes, 5 asientos para los 23 estados más pequeños y un asiento para las cuatro ciudades libres). El consejo interno determinó la agenda legislativa y decidió qué temas debatirían en la sesión plenaria. Las decisiones del círculo interno inicialmente requerían una mayoría absoluta, pero en 1822 se requería el consentimiento unánime para que todas las decisiones tuvieran fuerza.
La sesión plenaria tuvo 69 escaños, de acuerdo con los tamaños del estado. La sesión plenaria participó especialmente en las decisiones relativas a los cambios constitucionales, que inicialmente requerían una mayoría de 2/3 de la sesión plenaria, pero también se cambió a un consentimiento unánime.

## Funciones
Las decisiones de la Asamblea Federal habían sido obligatorias para los Estados miembros, pero la ejecución de esas decisiones quedó bajo el control de cada estado miembro. Asimismo, los Estados miembros se mantuvieron totalmente soberanos en materia de aduanas, policía y militares.
Hasta la Revolución de marzo de 1848 y nuevamente desde 1851, la Asamblea Federal de la Confederación Alemana fue el principal instrumento de las fuerzas reaccionarias de Alemania para suprimir la democracia, el liberalismo y el nacionalismo. Por ejemplo, durante 1835/36, la Asamblea Federal decretó las reglas de censura, que prohibieron las obras de Heinrich Heine y otros autores en todos los estados de la Confederación Alemana.
Después de la Revolución de marzo de 1848, la Asamblea Federal de la Confederación Alemana fue desafiada por la Asamblea Nacional recién formada, que comenzó sus sesiones en Frankfurt el 18 de mayo de 1848. El 28 de junio, la Asamblea Nacional decidió crear un gobierno provisional para todos Alemania antes de la creación de una Constitución. El 29 de junio, eligieron al Archiduque John de Austria para ser el Regente del Poder Central Provisional.
Al mediodía del 12 de julio de 1848, la Asamblea Federal entregó sus responsabilidades al Regente y se disolvió formalmente. La ley otorgaba legitimidad y, al menos en teoría, autoridad legalmente vinculante para el nuevo cargo. Sin embargo, el Regente se negó a emplear sus poderes y permaneció pasivo durante este período. La Asamblea Nacional perdió prestigio y se cerró el 19 de junio de 1849. El Regente renunció a su cargo el 20 de diciembre de 1849, aunque no antes de transferir todas las responsabilidades del gobierno provisional a Austria y Prusia el 30 de septiembre.
Prusia pasó el año siguiente desafiando las pretensiones de Austria de supremacía en Alemania, pero el 30 de noviembre de 1850 la Puntuación de Olmütz obligó a Prusia a abandonar su propuesta de alterar la composición política de Alemania a su favor. Para entonces, todos los estados en Alemania habían suprimido sus Constituciones, parlamentos elegidos popularmente y clubes democráticos, borrando así todo el trabajo de la revolución. El 30 de mayo de 1851, la antigua Dieta Confederada fue reabierta en el Palacio de Thurn y Taxis.

## Fin
La Asamblea Federal se disolvió después de la guerra austro-prusiana de 1866, los términos fueron dictados por la Paz de Praga el 23 de agosto de 1866. Aunque la Confederación Alemana del Norte no era legalmente la sucesora de la Confederación Alemana, el nuevo Consejo Federal (Bundesrat) podría verse como un tipo de reemplazo para la Asamblea Federal.